# 瓦利尔环形山

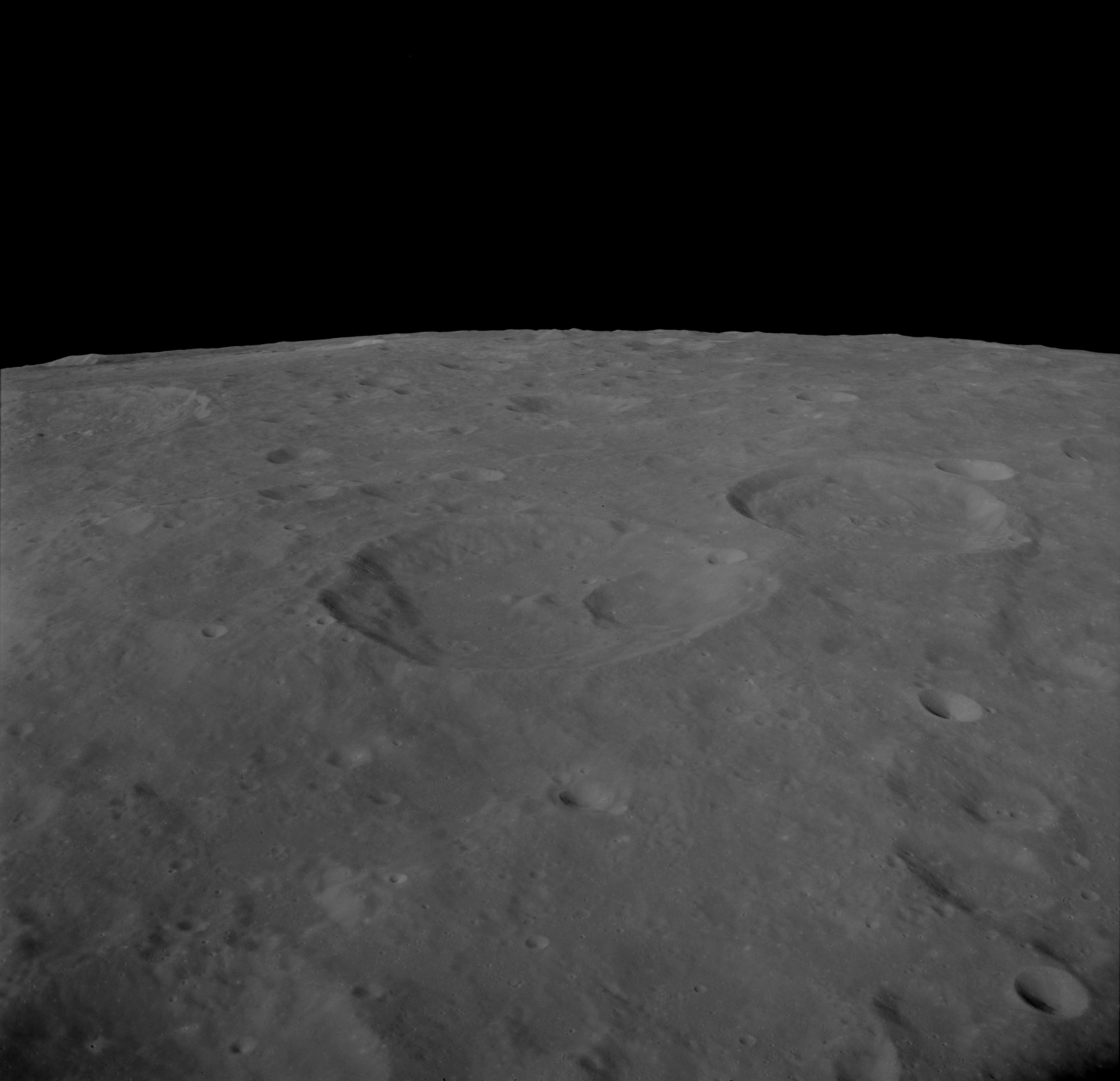
阿波罗10号拍摄的斜视图

瓦利尔环形山(Valier)是位于月球背面赤道区中的一座大型撞击坑，约形成于酒海纪，其名称取自奥地利火箭先驱、德国星际航行协会创始人马克斯·瓦利尔(Max Valier，1895年-1930年)，1970年被国际天文联合会正式批准接受。

## 描述
该陨坑西侧紧邻迪费陨石坑；西北偏北坐落着沙罗诺夫环形山；沙发利克陨石坑位于它的东北；东面和东南分别有蒂塞利乌斯环形山和科里奥利环形山。环形山的中心月面坐标为6°39′N 174°16′E / 6.65°N 174.26°E，直径65.1公里，深度2.75公里。
瓦利尔环形山的坑壁磨损程度一般，东侧壁覆盖着数座小撞击坑，而卫星坑"瓦利尔 J"则坐落在坑内东南部，二者的外壁坡相重合。环形山的内侧壁各处宽窄不匀，坑壁平均高出周边地形1260米，内部容积4000公里³。碗状的坑底相对平坦，表面散落着一些细小的陨石坑。

## 卫星陨石坑

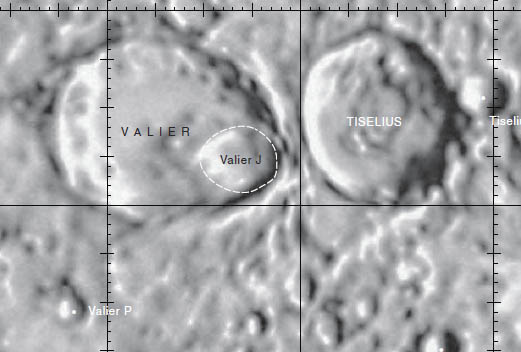
LAC-68 月面图

按惯例，最靠近瓦利尔环形山的卫星坑在月图上以字母标注在该坑中心点的旁边。
| 瓦利尔 | 纬度   | 经度     | 直径    |
| ------ | ------ | -------- | ------- |
| J      | 6.3° N | 174.9° E | 26 公里 |
| P      | 4.8° N | 173.3° E | 8 公里  |